# Фортовая крепость

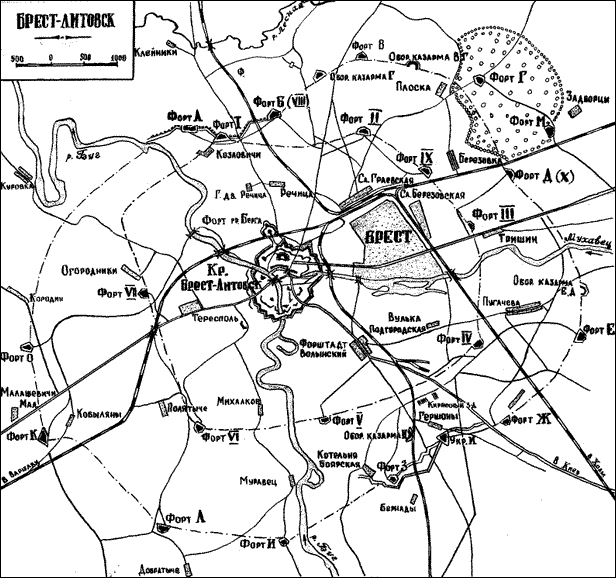
Карта-схема Брестской крепости и окружающих её фортов, 1912 год.

Фортовая крепость — крепость, имевшая впереди крепостной ограды отдельные вынесенные вперёд укрепления — форты. 
В военном деле России назывался фортовый пояс крепости. На начало XX столетия крепостные форты составляли необходимую принадлежность всякой современной большой крепости.

## История
До появления фортовой системы (фортового пояса) использовалась бастионная и полигональная системы, которые подразумевали сплошной фронт укрепления.
Идея фортовой крепости впервые была теоретически обоснована военным инженером М. Р. Мопталамбером в конце XVIII века. Однако первое практическое осуществление такой крепости было претворено в жизнь намного раньше Монталамбера Петром I в Кронштадте, где по его замыслу была возведена крепость, состоявшая из ядра и отдельных передовых фортов перед ней. Такая же идея была заложена Петром I и в укреплении Петербурга. Высказывается предположение, что Монталамбер во время своего пребывания в Петербурге видел эти укрепления, и отсюда у него и появилась идея фортовой крепости.
В 1846 году теорию фортовой крепости наиболее полно разработал русский военный инженер А. З. Тeляковский.
С появлением массовых армий и повышением дальнобойности артиллерии был разработан новый тип фортовой крепости с вынесенными вперёд двумя поясами фортов и укрепленными промежутками между ними.
В Прусском королевстве разработкой общих принципов атаки и обороны крепостей с фортовыми поясами занимался военный инженер, подполковник Рейнгольд Вагнер, известный писатель по крепостным вопросам, оказавший своими произведениями большое влияние на общий характер переустройства крепостей в германских землях (государствах) империи.

## Примеры
К крепостям с фортовыми поясами относились: 
- Крепость Брест-Литовск;
- Крепость Магдебург[8];
- Крепость Амстердам[4];
- и так далее.